# Platyphasia wilsoni
Platyphasia wilsoni är en tvåvingeart som beskrevs av Alexander 1929. Platyphasia wilsoni ingår i släktet Platyphasia och familjen storharkrankar. Inga underarter finns listade i Catalogue of Life.